# 1136
1136 (MCXXXVI) a fost un an bisect al calendarului iulian.

## Evenimente
- 5 februarie: Tratatul de la Durham: Regele Ștefan I al Angliei, care venise cu un grup de mercenari, îl convinge pe regele David I al Scoției să se retragă, acordându-i provincia Cumberland.
- 22 martie: Ca urmare a revoltei baronilor din Anglia, regele Ștefan I le acordă unele înlesniri (diminuarea puterii șerifilor locali, revenirea la unele vechi cutume senioriale etc.).
- 28 mai: Poporul din Novgorod se răscoală împotriva cneazului ereditar Vsevolod Mstislavici de Pskov, care este depus de către adunarea poporului; este proclamată republica Novgorodului.
- 7 iulie: Bula de la Gniezno: papa Inocențiu al II-lea revine asupra hotărârii din 1133 și recunoaște independența arhiepiscopatului polonez de Gniezno și a bisericii polone.

### Nedatate
- ianuarie: Regele David I al Scoției intervine în disputa din Anglia, luând partea Matildei în conflictul acesteia cu regele Ștefan I și invadând nordul Angliei.
- aprilie: Contele Raymond de Poitiers ajunge la Antiohia, unde se căsătorește cu Constance (în vârstă de 8 ani), fiica lui principelui Bohemund al II-lea și a Alixei; drept urmare, Raymond este recunoscut ca principe de Antiohia.
- octombrie: Mănăstirea Pantocrator din Constantinopol primește un "typikon".
- noiembrie: A doua expediție a împăratului Lothar al III-lea în Italia, pentru a-i acorda sprijin papei Inocențiu al II-lea împotriva adversarului său, antipapa Anaclet al II-lea, susținut de regele Roger al II-lea al Siciliei.
- Bătălia de la Crug Mawr. Conduși de Owain Gwynedd, galezii îi înfrâng pe normanzi.
- Cneazul Iuri Dolgoruki restaurează scaunul episcopal din Rostov.
- Din inițiativa lui Rostislav, ia ființă dioceza Smolenskului, în Rusia.
- Împăratul Ioan al II-lea Comnen reînnoiește privilegiile comerciale ale negustorilor din Pisa aflați pe teritoriul bizantin.
- În Malaysia, regele hindus Derba Rajah din provincia Kedah se convertește la Islam, luând titlul de sultan și numele de Muzaffar Șah.
- Musulmanii hammadizi din Bejaia resping un atac naval al genovezilor.

## Arte, științe, literatură și filozofie
- Filosoful Pierre Abelard scrie „Historia Calamitatum”.
- Se încheie lucrările la basilica Saint-Denis din Paris; momentul marchează începutul perioadei arhitecturale a goticului.

## Înscăunări
- Robert al III-lea, conte de Auvergne (1136-1147).
- Robert de Craon, mare maestru al Ordinului templierilor.

## Nașteri
- 29 iunie: Petronilla I a Aragonului, regină a Aragonului  (d. 1173)
- 4 august: Humbert al III-lea, conte de Savoia (d. 1189)
- Al-Jazari, matematician, inventator și inginer arab (d. 1206)
- Amalric I, rege al Ierusalimului (d. 1174)

## Decese
- 24 mai: Hugues de Payns, primul mare maestru al Ordinului templierilor (n. ?)
- 15 noiembrie: Leopold al III-lea de Babenberg, margraf de Austria (n. 1073).
- Abraham bar Hiyya, matematician și astronom din Spania (n. 1070).
- Boleslaw al III-lea, rege al Poloniei (n. 1086).
- Conrad al II-lea de Luxemburg (n. 1106).
- Harald al IV-lea, rege al Norvegiei (n. 1103)
- Zayn al-Din al-Jurjani, medic persan (n. 1040)